# Katsuo Tokashiki
Katsuo Tokashiki (渡嘉敷 勝男, Tokashiki Katsuo) est un boxeur japonais né le 27 juillet 1960 à Okinawa.

## Carrière
Passé professionnel en 1978, il devient champion du monde des poids mi-mouches WBA le 16 décembre 1981 après sa victoire aux points contre Kim Hwan-jin. Yamaguchi conserve son titre à cinq reprises puis est battu par Lupe Madera le 10 juillet 1983. Il met un terme à sa carrière de boxeur l'année suivante après deux nouveaux échecs mondiaux sur un bilan de 19 victoires, 4 défaites et 2 matchs nuls.